# 1852 Carpenter
Az 1852 Carpenter (ideiglenes jelöléssel 1955 GA) a Naprendszer kisbolygóövében található aszteroida. 1955. április 1-én fedezték fel.
A kisbolygót Edwin Francis Carpenter amerikai csillagászról nevezték el. A Brooklynhoz közeli Goethe Link Observatory-ban fedezték fel az Indiana Asteroid Program keretében.